# Werner Deubel
Werner Deubel (* 8. Juli 1894 in Rotenburg an der Fulda; † 12. November 1949 in Heppenheim) war ein deutscher Schriftsteller, der vor allem als Dramatiker und Essayist in Erscheinung trat. Er gehörte zu den engsten Freunden von Ludwig Klages und gilt als dessen Schüler.

## Leben und Werk
Nach dem Schulbesuch in Kassel studierte Deubel Literaturwissenschaft, Kulturgeschichte und Philosophie in München, Bonn und Frankfurt am Main. Als junger Student an der Münchner Universität nahm Deubel im Sommersemester 1913 oder 1914 Verbindung mit Ludwig Klages auf und gewann dessen freundschaftliches Vertrauen. Er nahm als Kriegsfreiwilliger am Ersten Weltkrieg teil und wurde 1916 als Vizefeldwebel einer bayerischen Fußartillerie-Batterie in Makedonien leicht verwundet. Nach Kriegsende nahm er das Studium zunächst wieder auf und wechselte dann 1921 als Theaterkritiker und Schriftleiter der Literatur- und Kulturbeilage zur Frankfurter Zeitung. Seinen einzigen Roman, Götter in Wolken, veröffentlichte er 1927. 1930 zog er als freier Schriftsteller nach Affolterbach im Odenwald.
1936 trat der abgeschieden lebende Literat am Lübecker Stadttheater ins Rampenlicht, wo sein Historiendrama Der Ritt ins Reich, bei dem ca. 36 Rollen zu besetzen waren, uraufgeführt wurde. Die breit angelegte Handlung schildert das politische und militärische Geschehen rund um die Gestalt des als Heldenfigur gezeichneten schwedischen Königs Karl XII. und thematisiert dessen Ringen mit sich und den Verhältnissen. Deubel wohnte der Realisierung seines Mammutwerkes bei. 1944 wurde im Deutschen Theater Berlin parallel zu Veit Harlans Durchhaltefilm Kolberg sein 1942 entstandenes Drama Die letzte Festung aufgeführt.
Deubel blieb zeitlebens Ludwig Klages verbunden. Sein literarisches Werk besteht vornehmlich aus Dramen. In seinem essayistischen Werk setzte er sich überwiegend mit der Philosophie Klages’ auseinander, die er zu verbreiten suchte.

## Werke
- Götter in Wolken. Roman (1927)
- Der deutsche Weg zur Tragödie. Studie (Dresden 1934, Erstfassung als Zeitschriftenartikel 1932)
- Der Ritt ins Reich. Ein Drama (1937)
- Das Glück von Tukulor. Novellen (1938)
- Die Geschwister von Korsika. Schauspiel in 4 Akten (1941)
- Die letzte Festung. Ein Gneisenaustück (1942)
- Hans und Heinrich. Komödie (1943)
- Im Kampf um die Seele. Essays und Aufsätze, Aphorismen und Gedichte (herausgegeben von Felicitas Deubel, Bonn 1997)